# Bill C-11

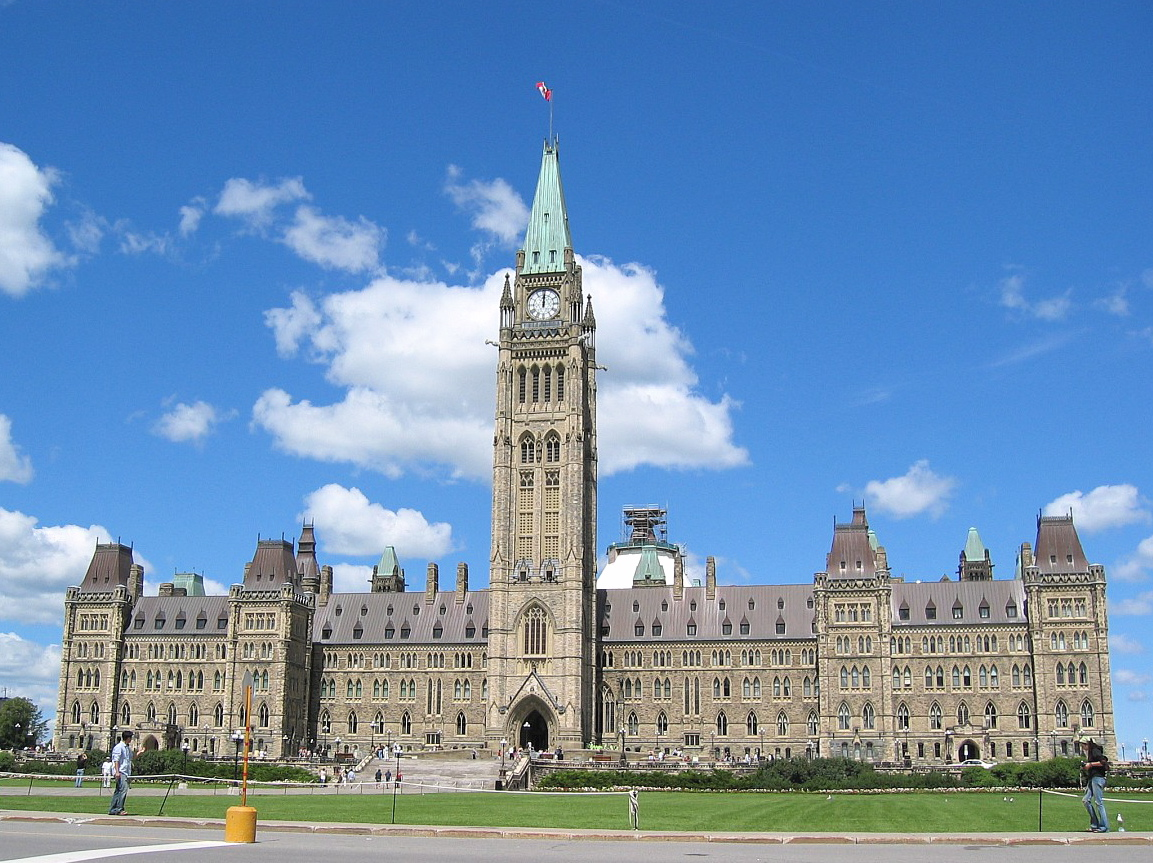
Здание канадского парламента

Bill C-11 или Закон О внесении поправок в закон Об авторском праве — закон, касающийся авторского права в Канаде, также известный как закон «модернизации авторского права». Bill C-11 был внесен в палату общин Канады 29 сентября 2011 года министром промышленности Кристианом Паради. Практически идентичны предыдущие попытки внести поправки в закон Об авторском праве, это Билль C-32. Несмотря на единодушное сопротивление со стороны других партий, консервативная партия Канады смогла принять законопроект правительственным большинством. Законопроект получил Королевскую санкцию 29 июня 2012 года и стал первым обновлением закона Об авторском праве, начиная с 1997 года.
Законопроект С-11-х был назван «наиболее строгим в мире». Он вводит некоторые дополнительные средства защиты для различных правообладателей и исполнителей." После принятия закона модернизации авторского права проводились обсуждения законопроекта С-56, касающегося борьбы с контрафактной продукцией .

## Содержание
Закон содержит многие важные положения::
- Возможность легализации копирования в личных целях, включая запись с эфира и изменение формата полученных копий (перекодирование, создание цифровой копии физического носителя и др.);
- Расширение принципа свободного использования произведений. С принятие закона стало возможным проводить свободное использование произведений в образовательных, исследовательских, информационных целях, создавать пародии и сатирические произведения, ремиксы, домашнее видео. Библиотеки могут переводить архивы в нужные им форматы (в том числе заниматься оцифровкой произведений);
- Расширение возможности работы с «сиротскими» произведениями: регулятор выдает лицензии на работу с такими произведениями, если были предприняты достаточные меры по выявлению правообладателя;
- Запрет на обход цифровой защиты, за исключением разблокирования телефонов и других устройств, а также в целях защиты персональных данных * Принятие системы «notice and notice» (уведомление и уведомление), которая требует от сервис-провайдеров отправлять нарушителям уведомление от правообладателей. Сервис-провайдер обязан реагировать на запросы правообладателей и удалять контент, нарушающий авторские или смежные права. При этом информационный посредник приобретает иммунитет от судебного преследования за действия пользователей;
- Ограничивание количества нормативного ущерба по делам О некоммерческих нарушения по решению суда в пределах $100 и $5,000 за все нарушения в одном производстве для всех работ. Нормативные ущерб для коммерческого нарушение варьируются по решению суда в пределах от $500 до $20,000 за нарушение;[6]
- Делает артистов и фотографов первичными владельцами своих сочинений.[7]
- Призывает пересматривать закон Об авторском праве один раз в пять лет.[7]

## Реакция

### От промышленности
В ходе рассмотрения законопроект вызвал негативную реакцию со стороны Международного Альянса интеллектуальной собственности, представляющего отрасли кино, музыки и программного обеспечения. Интернет-провайдеры направили уведомление о нарушении прав их абонентов. Закон, по их мнению, не дает действенных стимулов сервис-провайдерам сотрудничать с владельцами авторских прав.

### От общественности
Когда законопроект С-11 был введен, он был подвергнут критике за «зеркальное отображение предыдущего законопроекта». В законе Об авторском праве ничего не менялось с 1990 года.
В дополнение к онлайн-протестам, проходили уличные протесты в Монреале. К концу рассмотрения более 70 организаций искусств и культуры ходатайствовали о необходимости изменений в законе.
В ходе дискуссии министр промышленности Кристиан Паради неправильно указал, что большинство DVD не имеет цифровых блокировок. 27 октября 2011 года депутат-консерватор Ли Ричардсон сетовал, что если цифровой замок взломан для личного пользования, то не реально, что бы автор подал иск против потребителя из-за нежелания оплачивать юридические услуги и впустую тратить время. 25 июня 2012 года было выявлено, что Департамент юстиции предупредил промышленность Канады, что запреты на обход блокировок могут привести к нарушению имущественных прав в канадской Хартии прав и свобод.